# مطار ليبو
مطار ليبو (بالإنجليزية: Libo Airport)‏ و(بالصينية: 荔波机场) (إياتا: LLB، إيكاو: ZULB) مطار عام يقع بمدينة محافظة ليبو في قويتشو في الصين. يبلغ طول المدرج 2300 م .

## وصلات خارجية
- http://www.flightstats.com/go/Airport/airportDetails.do?airportCode=LLB